# Csomósbab
A csomósbab vagy guárbab (Cyamopsis tetragonoloba) egy trópusi, főleg Indiában és Pakisztánban termesztett egyéves zöldségnövény. A guarbab fő termőterülete Északnyugat-India és Pakisztán, de Amerikában és Afrikában is termesztik. A magjaiból élelmiszeripari felhasználásra alkalmas guargumit állítanak elő.
Nem teljesen érett termése ehető, a növényt állati takarmányként is hasznosítják.